# Bryantina
Bryantina é um género monotipo de moscas pertencentes à família Muscidae. A sua única espécie é Bryantina javensis.